# Hardinxveld-Giessendam
Hardinxveld-Giessendam est une commune néerlandaise, en province de Hollande-Méridionale.

## Galerie

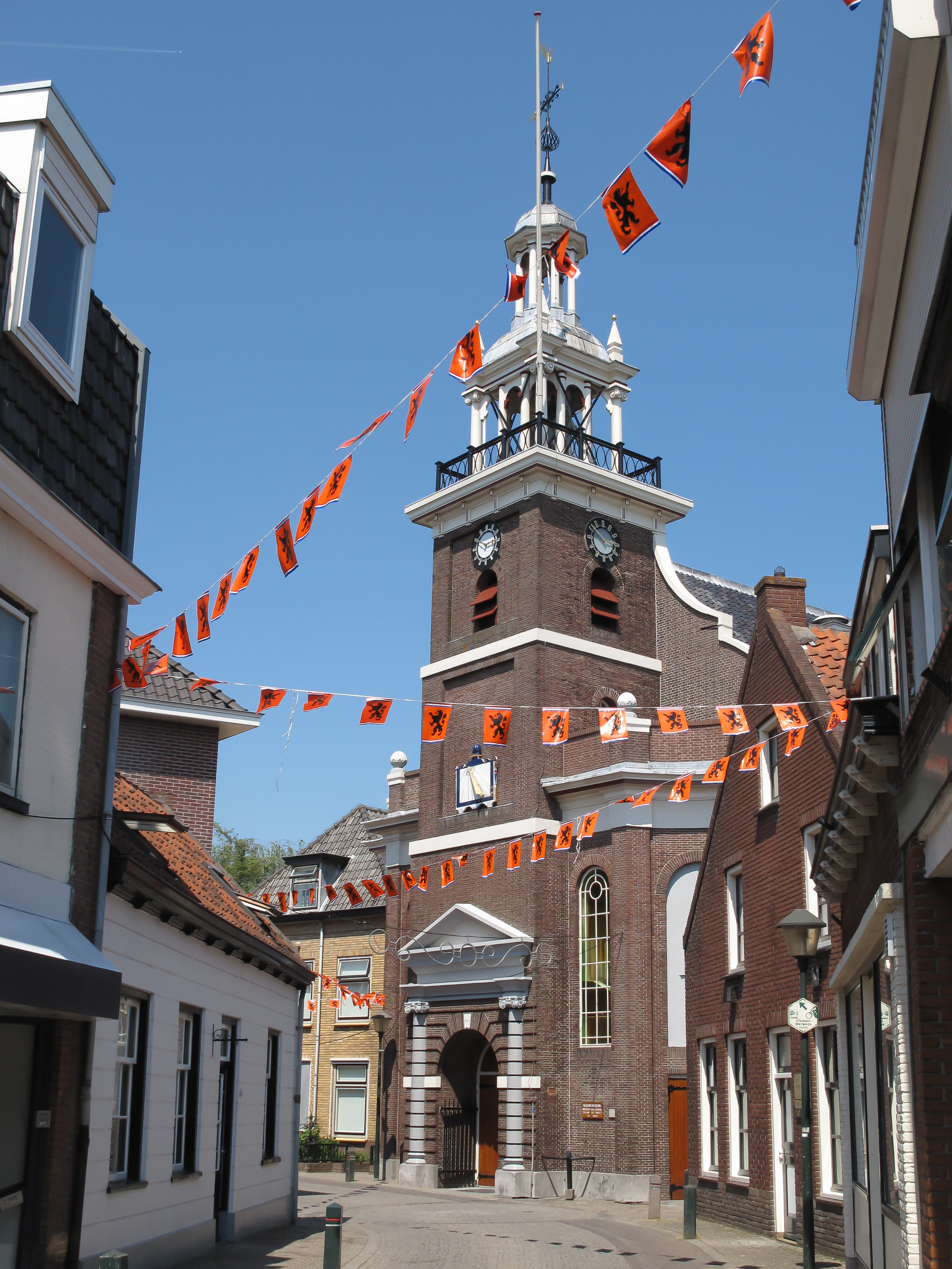
Hardinxveld-Giessendam, église protestante
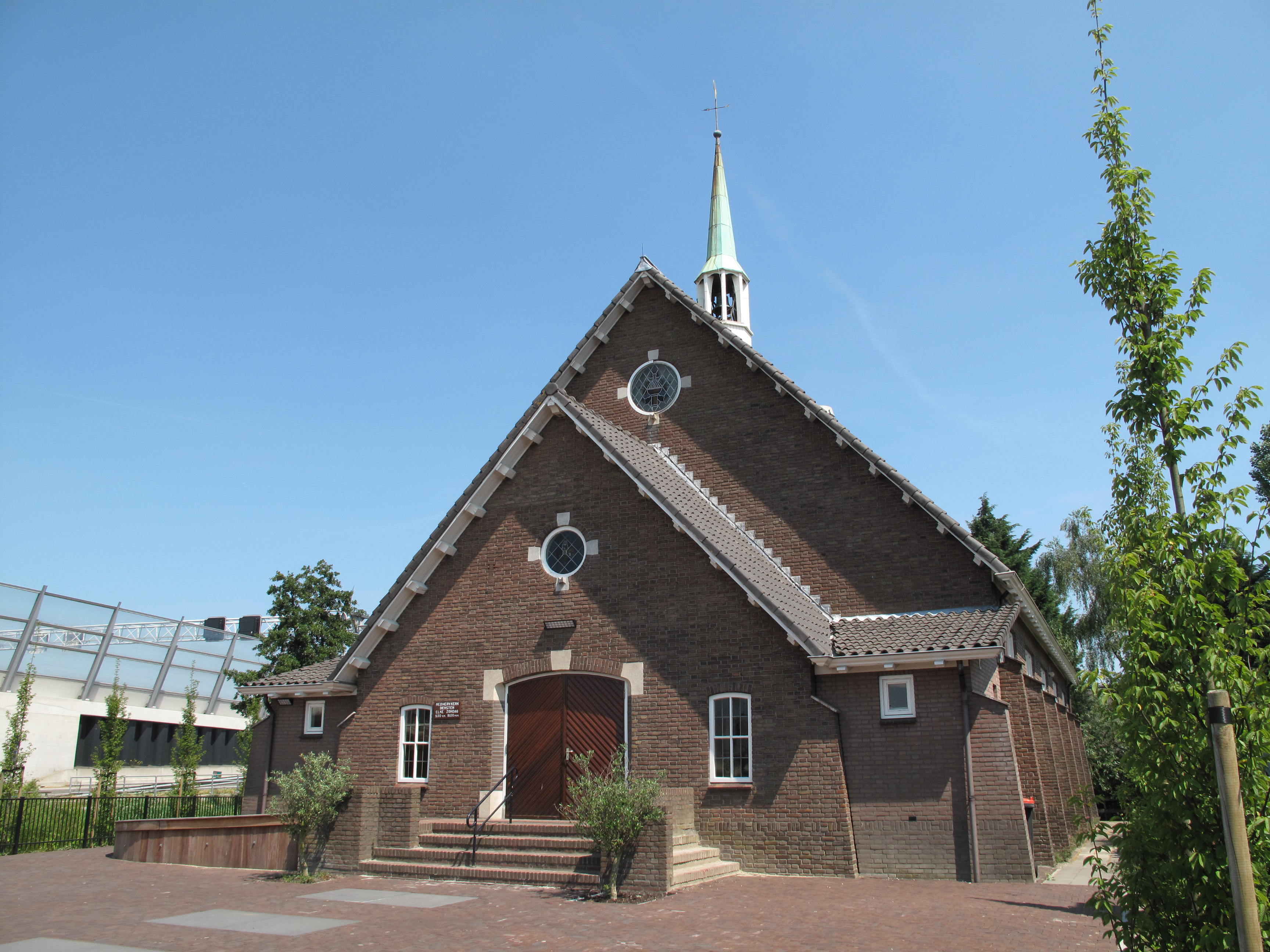
Hardinxveld-Giessendam, église: de Eben Haëzerkerk
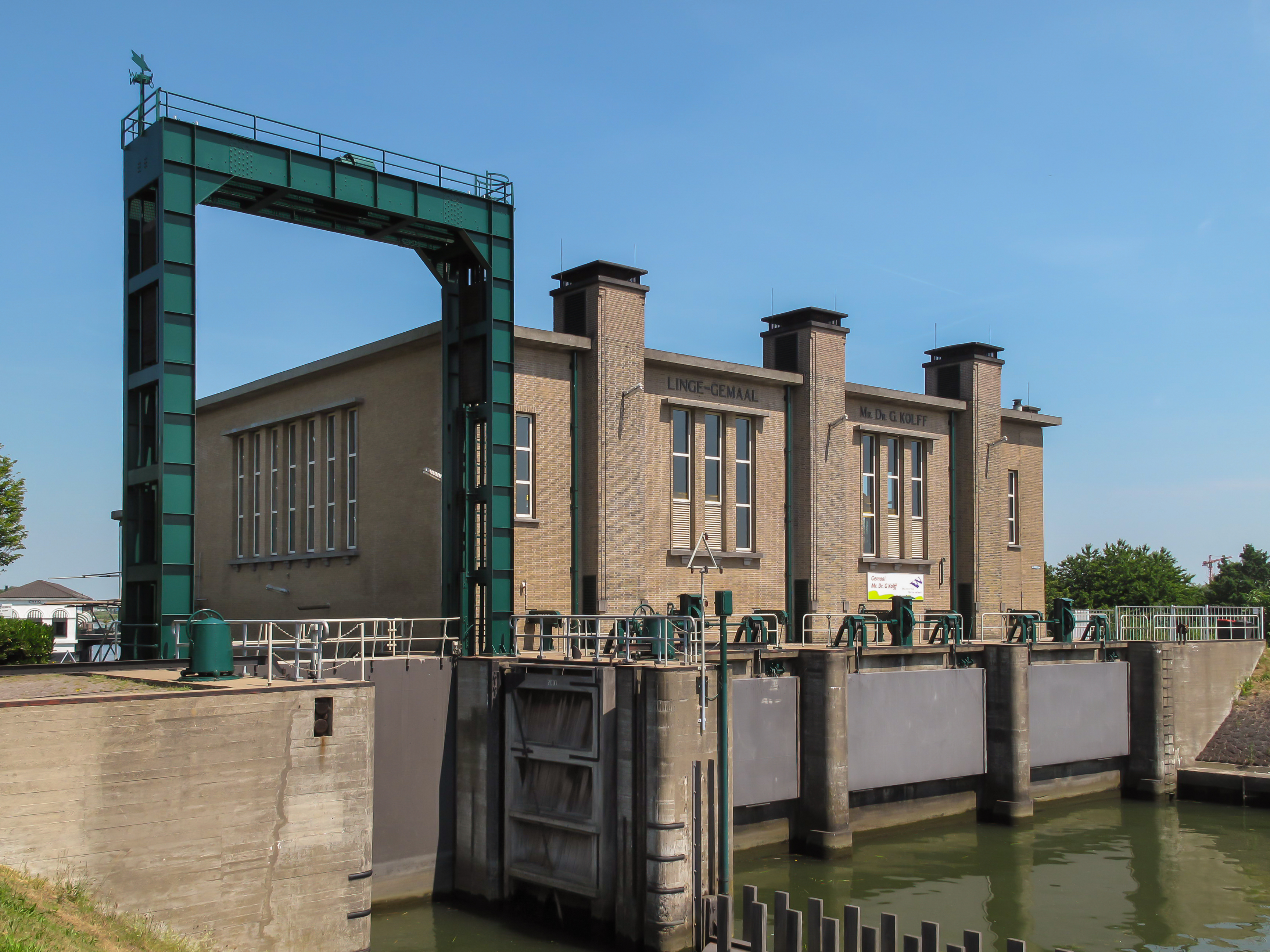
Boven-Hardinxveld, station de pompage

## Histoire
La commune et la ville ont été créées en 1957, par la fusion de Hardinxveld et Giessendam.

## Transport
La ville est desservie par la Gare de Hardinxveld-Giessendam